# Ramadã Suili
Ramadã Suili (em árabe: رمضان السويحلي‎; romaniz.: Ramaḍān as-Swīḥlī/Sewehli; c. 1879 – 1920) foi um proeminente nacionalista da Tripolitânia às vésperas da ocupação italiana de 1911 e um dos fundadores da República da Tripolitânia. Lutou pelo Império Otomano contra os italianos na Guerra ítalo-turca, mas após a conclusão do tratado de paz em 1912, brevemente ajudou os italianos antes de liderar revolta contra uma coluna italiana em Sirte. Com a eclosão da I Guerra Mundial, os italianos se retiraram de Misurata. Vendo a oportunidade, Ramadã participou no Gasr Bu Hadi contra eles. Por vários anos, conseguiu fortalecer a cidade de Misurata como ponto segura às forças otomanas e um distrito político autônomo. Em 1916, suas tropas esmagaram as forças senússidas enviada a Sirte para coletar impostos da população local.